# بن هاردینگ
بن هاردینگ (انگلیسی: Ben Harding؛ زادهٔ ۶ سپتامبر ۱۹۸۴) بازیکن فوتبال اهل بریتانیا است.
از باشگاه‌هایی که در آن بازی کرده‌است می‌توان به باشگاه فوتبال گوسپورت بورو، باشگاه فوتبال تورکی یونایتد، باشگاه فوتبال میلتون کینز دونز، باشگاه فوتبال گرایس اتلتیک، باشگاه فوتبال ویمبلدون، باشگاه فوتبال فارست گرین راورز، باشگاه فوتبال نورث‌همپتون تاون، باشگاه فوتبال وایکام واندررز، و باشگاه فوتبال آلدرشات تاون اشاره کرد.
وی همچنین در تیم ملی فوتبال England C بازی کرده‌است.